# ولسوالی زیباک
ولسوالی زیباک یکی از ولسوالی‌های ولایت بدخشان در افغانستان است که دارای دره‌های سرسبز و کوهای سر به آسمان کشیده و قله‌های بلند است که دقیقاً سرچشمه دریای خروشان کوکچه از سمت کوه توپخانه به سوی کران و منجان و از سمت شرق سرچشمه بخش دیگر دریای کوکچه از سمت زیباک می‌باشد.

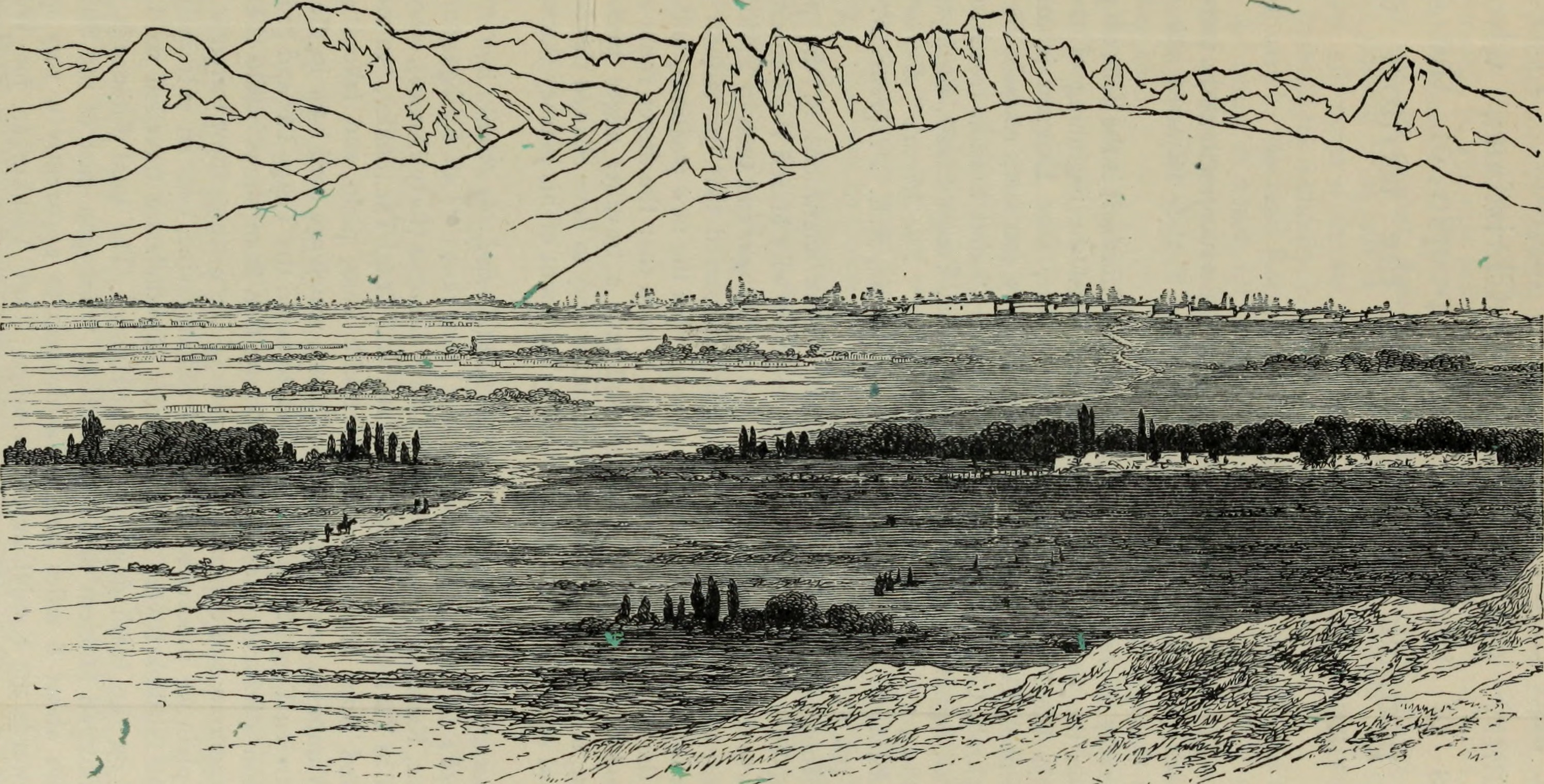
تصویر ولسوالی زیباک

زیباک در حدود بیشتر از صدوهشتاد کیلومتر با کشور پاکستان (ناحیه چترال) مرز مشترک داشته و به ولسوالی‌های اشکاشم، کران و منجان، قسمتی از ولایت کنر، ولسوالی جرم، ولسوالی یمگان، ولسوالی وردوج، ولسوالی زردیو و سرغیلان نیز هم‌مرز می‌باشد.

## تاریخچه
زیباک به حیث پایگاه آخرین مرز مقاومت اسلامی و سنگر همیشگی و رؤیایی با جبهه کافرستان قبلی، و نورستان امروزی است، بشترین حملات نظامی را جبهه کافرها درسال‌های که نورستان هنوز به دین اسلام مشرف نشده بود، به زیباک تحمیل نکرده‌اند، چندین بار توسط سپاهیان به گفته مردم محل (کافر دوری) همه هست وبود مردم زیباک به تاراج رفته و چور و چپاول شده‌است، جوانان ومردم زیادی زیباک در آن دوره‌ها در برخوردهای میان جبهه اسلامی ازسوی مردم زیباک و جبهه مخالف غیراسلامی کافرستان جان به حق داده‌اند.
خاطرات تلخ دوره‌های هجوم کافر دوری و فراری و آواره شدن مردم برخی مناطق زیباک هنوزم در یادهای و سینه‌ها باقیمانده‌است و از نسلی به نسلی دیگر انتقال شده‌است، که خیلی دردآور و تاثربرانگیز بوده و حکایت از ثابت قدمی و استواری و تعهد عقیدتی مردم زیباک را نشان می‌دهد که با چه ایثار و فداکاری ازایمان، عقیده و اساسات اسلامی شان شان با پایداری و مردانگی پاسداری کرده و افتخار آفریده‌اند.
مردم زیباک به اعتقادات اسلامی و مذهبی شان سخت پاپند بوده و به آن احترام خاصی دارند، وخود را ناجی و دین دار اصیل می‌دانند و مذهب شان را اسلام واقعی و پیرو خط اصلی پیامبر خدا قلمداد می‌کنند، این مردم جهت دفاع از عقاید شان درگذشته‌ها روزگار مصیبت باری سپری کرده وهزاران مشکلات طاغوتیان و بیدادگران زمان را متحمل شده‌اند. اما یک پرکاهی ام درروح وروان آن‌ها تأثیر سو نکرده‌است.
مردم زیباک، افتخارات گذشته گان خودرا کاملاً به یاد داشته و از آن پاسداری می‌کند، اساسات مذهبی و روزهای ملی چون نوروز را گرامی داشته و سایر افتخارات گذشته گان خودرا حفظ کرده‌اند.
اعتقاد مردم زیباک این است، که مذهب ایشان افراطی‌گیری و تندروی و همچنان عقب گرایی را محکوم نموده و تنها اسلام اعتدال را می‌پسندند که با همه نوع بشر با روحیه همکاری و دوستی زندگی کند و گویا هیچ تعصب با سایر اقوام و مذاهب دنیا نداشته باشند.

## معادن
گوگرد یکی از معادن مهمی است که در زیباک فراوان یافت گردیده و معادن سرشار آن در ناحیه سنگلیچ نزدیک کوتل توپخانه‌است. و احتمال یافت شدن معادن چون لاجورد و لعل در دل کوه پایه‌های ناحیه (درگاه) در قریه ریدخود می‌باشد.

## اماکن دیدنی
زیارت‌های مشهور آن، زیارت صاحب دیوان شاه درقریه خلخان، زیارت پنجه شاه در نزدیکی زرخان، زیارت محل زندگی پیرناصرخسرو درتکیه خوبان نزدیکی اسکتول، زیارت امیر در قریه گلخانه، محل بودوباش ناصر در قریه نوآباد، زیارت شهزاده زبیر در زرخان می‌باشد.

## قریه‌ها
بزرگ‌ترین قریه‌های زیباک عبارت اند: قریه خلخان، قریه نوآباد، قریه شینگوک، قریه کزدان‌ها، قریه دشتخوان، قریه دن، قریه ریدخود، قریه زرخان، قریه رازراک، قریه دریک، قریه غاریب، قریه ویرس، قریه یقین آباد، قریه کیده، قریه ده گل، قریه تیزاب، قریه استیچ (کلالا) قریه دشت رباط، قریه فلخمدیک، قریه پارغ، قریه اسکیتول، قریه سنگلیچ و قریه‌های مرکزی (ده بالا، ده زیر، ده میانه، فرخال و چاکران می‌باشد.
خلخان یکی از زیباترین قریه‌های این ولسوالی بوده و بیشترین جمعیت را دارا می‌باشد. این قریه زادگاه دو شخصیت معروف دیوان شاه ولی و بابا سفا و سرزمین خانم (مادووس) یکی از زنان فعال و چریک صحنه‌های نبرد بوده که در یک جنگ رؤیایی یکجا با برادرش شهزاده زبیر
قسط شده‌است.
قریه خلخان که بیشترین تحصیل کرده‌ها و بیشترین مردمان باسواد محل را تشکیل می‌دهد خیلی مردمان فرهنگ پروره بوده، به مردمان که به آن‌ها خدمتی انجام داده‌اند تا سال‌ها قدردانی می‌کنند. مردم این قریه نوروز خاصی به مناسبت (بزرگداشت سالی درگذشت دیوان شاه شخصیت مذهبی دارند که طرز خاصی همه ساله بگونه خیلی با شکوه تجلیل و گرامیداشت بعمل می‌آورند. درین نوروز رسم پهلوانی که جزو فرهنگ آریایی است، بزکشی، نشان زنی به وسیله تفنگ، دویدن جوانان به گونه مسابقه و سایر بازی‌های محلی اجرا م ی شود.

## مذهب
مذهب مردم زیباک در مجموع مسلمانان شیعه امامیه اسماعیلی بوده‌است. زیباک از جغرافیای مهم تاریخی مذهب اسماعیلی بوده است که در قرن‌های متمادی این منطقه از سوی شاهان اسماعیلی مذهب مشهور به شاهان زیباک رهبری شده است. روابط شاهان زیباک در تاریخ با امامان اسماعیلی حفظ بوده که همیش به ایران و هند سفر کرده و هدایات و تعلیمات امام وقت را دریافت می‌کردند. نهادهای امامت اسماعیلی در زیباک حضور دارد.

## جرم و جنایت
درین مناطق منازعات کمتر بوده، جرایم اخلاقی، جرایم جنایی، جرایم علیه امنیت عامه در پایینتریم درجه آن قراردارد.
بشترین منازعات محلی به سطح قریه توسط رهبران مذهبی (موکی‌ها) و خلیفه‌ها حل وفصل گردیده و سطح خشونت، قتل، راهزنی، دزدی، تجاوز جنسی درین منطقه وجود ندارد یا بسیار اندک است.

## مردم‌شناسی
مردم زیباک به صلح و آرامی خیلی علاقمند بوده، با تمام مردم بدخشان روابط دوستانه و صمیمانه دارند.
آنچه قابل افسوس است این است که، از گذشته‌های دور به نسبت اینکه دوا و داکتر نبوده، تعداد مردان کهن‌سال معتاد به تریاک هستند، هرچند پیمانه آن نسبت به گذشته خیلی تقلیل یافته ولی تا هنوزهم تعدادی ازین بابت مریض هستند. وکی از موسسات خیریه دارد جهت تداوی معتادین برنامه‌های خود را تازه آغاز نماید. جوانان درین راستا در زیباک خیلی فعال بوده و علیه این پدیده شوم سخت مبارزه دارند.

## جغرافیا
آهوهای مارکوپولو که به آن قشقار گفته می‌شود، آهوهای جنور، بزکوهی، میش کوهی، ماهی‌های قزل آلا معروف به ماهی خالدار در این منطقه خیلی زیاد است.
زمستان زیباک خیلی سرد بوده وهوای آن خنک می‌باشد، بهار آن ازبرج ثور آغاز می‌شود، و مدت گرمی آن تا اخیر برج عقرب ادامه می‌باید. فصل تابستان آن خیلی گوارا بوده وهوای دلپذیر دارد.
| داده‌های اقلیم زیباک     | داده‌های اقلیم زیباک | داده‌های اقلیم زیباک | داده‌های اقلیم زیباک | داده‌های اقلیم زیباک | داده‌های اقلیم زیباک | داده‌های اقلیم زیباک | داده‌های اقلیم زیباک | داده‌های اقلیم زیباک | داده‌های اقلیم زیباک | داده‌های اقلیم زیباک | داده‌های اقلیم زیباک | داده‌های اقلیم زیباک | داده‌های اقلیم زیباک |
| ماه                     | ژانویه              | فوریه               | مارس                | آوریل               | مه                  | ژوئن                | ژوئیه               | اوت                 | سپتامبر             | اکتبر               | نوامبر              | دسامبر              | سال                 |
| ----------------------- | ------------------- | ------------------- | ------------------- | ------------------- | ------------------- | ------------------- | ------------------- | ------------------- | ------------------- | ------------------- | ------------------- | ------------------- | ------------------- |
| میانگین بیش‌ترین °C (°F) | −۰٫۷ (۳۱)           | ۰٫۰ (۳۲)            | ۵٫۴ (۴۲)            | ۱۲٫۱ (۵۴)           | ۱۶٫۸ (۶۲)           | ۲۳٫۰ (۷۳)           | ۲۶٫۱ (۷۹)           | ۲۵٫۹ (۷۹)           | ۲۱٫۸ (۷۱)           | ۱۵٫۵ (۶۰)           | ۸٫۲ (۴۷)            | ۱٫۸ (۳۵)            | ۱۲٫۹۹ (۵۵٫۴)        |
| میانگین کم‌ترین °C (°F)  | −۹٫۹ (۱۴)           | −۸٫۴ (۱۷)           | −۲٫۷ (۲۷)           | ۲٫۷ (۳۷)            | ۶٫۱ (۴۳)            | ۱۰٫۵ (۵۱)           | ۱۲٫۹ (۵۵)           | ۱۲٫۷ (۵۵)           | ۸٫۲ (۴۷)            | ۳٫۵ (۳۸)            | −۱٫۴ (۲۹)           | −۵٫۹ (۲۱)           | ۲٫۳۶ (۳۶٫۲)         |
| بارندگی میلی‌متر (اینچ)  | ۴۸ (۱٫۸۹)           | ۶۹ (۲٫۷۲)           | ۱۰۲ (۴٫۰۲)          | ۱۰۸ (۴٫۲۵)          | ۶۸ (۲٫۶۸)           | ۱۴ (۰٫۵۵)           | ۱۰ (۰٫۳۹)           | ۵ (۰٫۲)             | ۷ (۰٫۲۸)            | ۲۴ (۰٫۹۴)           | ۲۴ (۰٫۹۴)           | ۴۷ (۱٫۸۵)           | ۵۲۶ (۲۰٫۷۱)         |
| منبع: Climate data      |                     |                     |                     |                     |                     |                     |                     |                     |                     |                     |                     |                     |                     |